# Angeliki Karapataki
Angeliki Karapataki (* 19. Februar 1975 in Athen) ist eine ehemalige griechische Wasserballspielerin.

## Karriere
Karapataki gewann bei den Olympischen Sommerspielen 2004 in Athen die Silbermedaille.